# Johann Christoph Rasche
Johann-Christoph Rasche (Scherbda, ora parte di Creuzburg, 21 ottobre 1733 – Maßfeld, 21 aprile 1805) è stato un numismatico, scrittore e presbitero tedesco.

## Biografia
Rasche nacque a Scherbda un villaggio nei pressi di Eisenach, dove il padre, Nikolaus R., gestiva la parrocchia, A quattro anni iniziarono i suoi impegni scolastici.
Ha fatto i primi studi nella scuola del paese, poi, nel 1744 fu mandato a studiare alla scuola di latino a Kreuzburg ma già l'anno successivo tornò a casa e proseguì gli studi sotto la guida del padre e di un istruttore. L'anno dopo morirono entrambi i genitori e si trasferì a Dielsdorf, vicino a Erfurt, presso un tutore, Johann Heinrich Rasche. Anche qui rimase poco tempo e nel 1746 si trasferì a Meiningen, per studiare nel locale liceo.
Nel 1751 divenne studente all'Università di Jena, dove all'inizio seguì i corsi di medicina. 
Tuttavia, ben presto cominciò a interessarsi di teologia, che studiò per cinque anni. Dopo gli studi all'università fu vicario a Offenbach am Main. In seguito, in qualità di pastore, predicò a Francoforte sul Meno; nel 1759 il duca di Sassonia-Meiningen, Antonio Ulrico gli diede l'incarico di direttore del liceo di Meiningen, dove Rasche insegnò per 8 anni. Dopo 4 anni fu pastore Untermaßfeld, e poi a Meiningen

## Attività scientifica e creativa
Rasce iniziò a scrivere poesie negli anni 1753—1754 ed ha creato scritto opere su diversi temi.
Rasche ha anche scritto diversi testi di numismatica, tra cui il più noto è il «Lexicon universae rei numariae veterum et praecipue Graecorum ac Romanorum» (Lipsia, 1785—1805), che ha perso parte della sua rilevanza perché le monete erano disposte in ordine alfabetico.